# Walenty Nowak

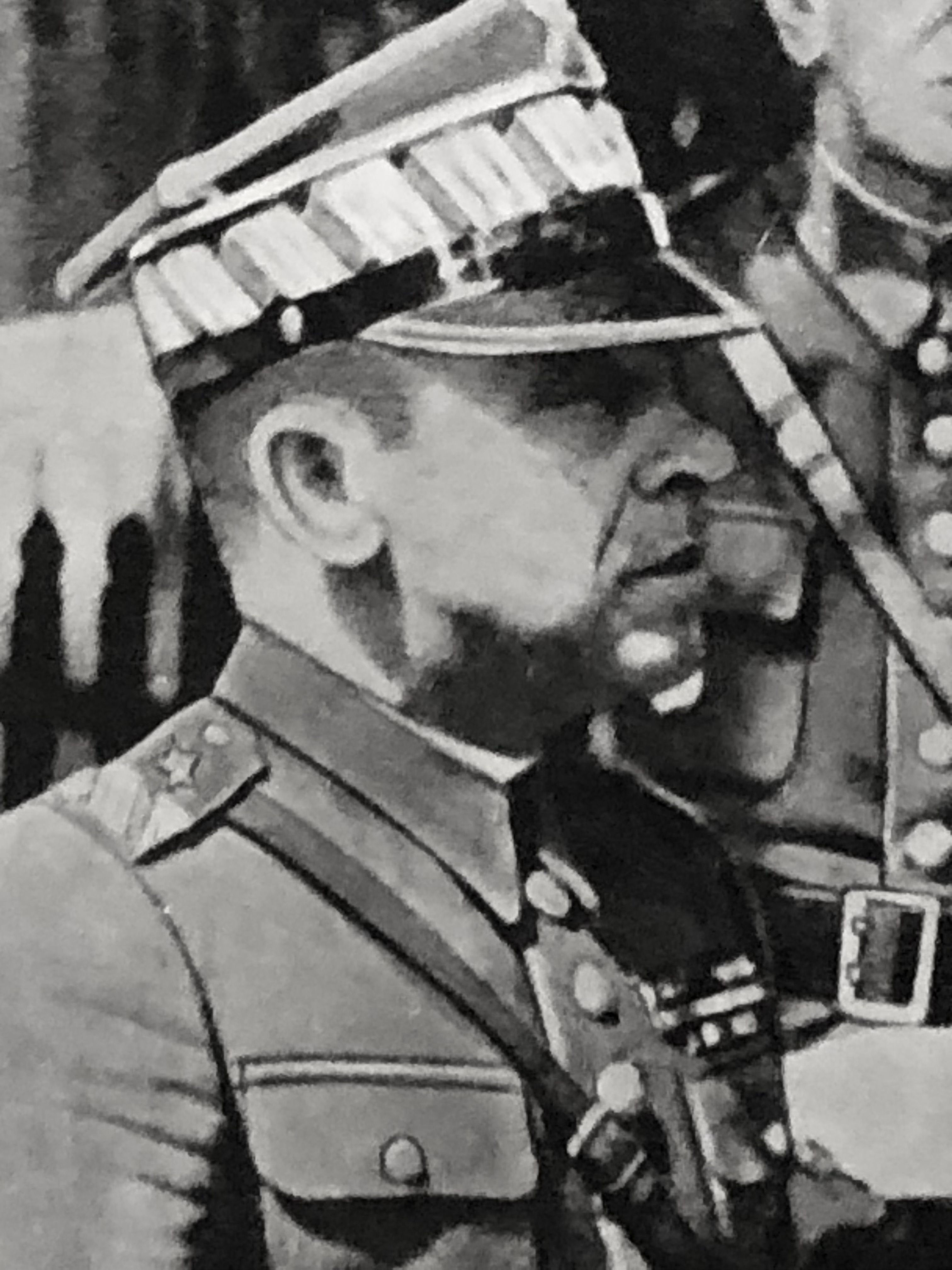
gen. bryg. Walenty Nowak w okresie powojennym

Walenty Nowak (ur. 27 stycznia 1895 w Malawie, zm. 18 stycznia 1979 w Krakowie) – pułkownik Wojska Polskiego, generał brygady ludowego Wojska Polskiego.

## Życiorys
Urodził się 27 stycznia 1895 w Malawie, w chłopskiej rodzinie Tomasza (1855–1912) i Katarzyny z d. Wilk (1857–1901). Miał ośmioro rodzeństwa. W 1914 ukończył II Gimnazjum w Rzeszowie i złożył z odznaczeniem egzamin dojrzałości przed Państwową Komisją Egzaminacyjną. Jako uczeń należał do Związku Strzeleckiego. Po wybuchu I wojny światowej, 3 sierpnia 1914 wstąpił do 2 Pułku Piechoty Legionów Polskich, walczył na froncie, od 1915 sierżant podchorąży i dowódca plutonu. 1 kwietnia 1917 awansował na chorążego piechoty. Po kryzysie przysięgowym został wcielony do armii austriackiej, w której również jako dowódca plutonu służył do 30 października 1918. W 1918 ukończył Szkołę Oficerów Rezerwy w Koszycach i został aspirantem.
W listopadzie 1918 roku został przyjęty do Wojska Polskiego. W stopniu podporucznika dowodzi kompanią w Rzeszowie. W październiku 1921 roku awansował na kapitana. Od stycznia 1922 roku był kierownikiem wyszkolenia w Centralnej Szkole Strzelniczej w Toruniu, pozostając oficerem nadetatowym 17 pułku piechoty w Rzeszowie. 3 maja 1922 roku został zweryfikowany w stopniu kapitana ze starszeństwem z dniem 1 czerwca 1919 roku i 627. lokata w korpusie oficerów piechoty. 1 grudnia 1924 roku awansował na majora ze starszeństwem z dniem 15 sierpnia 1924 roku i 220. lokatą w korpusie oficerów piechoty. 4 lutego 1925 roku został przesunięty ze stanowiska dowódcy kompanii na stanowisko dowódcy oddziałów oficerskich CSS. 6 lipca 1929 roku został wyznaczony na stanowisko dowódcy III batalionu 12 pułku piechoty detaszowanego w Krakowie. 28 stycznia 1931 roku został przeniesiony do Doświadczalnego Centrum Wyszkolenia w Rembertowie na stanowisko wykładowcy taktyki piechoty. Awansował na podpułkownika ze starszeństwem z dniem 1 stycznia 1933 roku. Z dniem 20 czerwca 1932 roku został wyznaczony na stanowisko zastępcy dowódcy 52 pułku piechoty Strzelców Kresowych w Złoczowie. 18 kwietnia 1935 roku został przeniesiony do Szkoły Podchorążych Piechoty w Komorowie-Ostrowi Mazowieckiej na stanowisko zastępcy komendanta. W styczniu 1937 roku został dowódcą 48 pułku piechoty Strzelców Kresowych w Stanisławowie. Awansowany na pułkownika ze starszeństwem z dniem 19 marca 1939 roku i 12. lokatą w korpusie oficerów służby stałej piechoty.
W czasie kampanii wrześniowej dowodził 48 pp w składzie 11 Karpackiej Dywizji Piechoty. 18 września 1939 roku w czasie bitwy w lasach janowskich dostał się do niewoli niemieckiej. Przebywał w niej do 4 marca 1945 roku między innymi w Oflagu II C Woldenberg.
W lipcu 1945 roku został zmobilizowany do ludowego Wojska Polskiego i wyznaczony na stanowisko zastępcy komendanta Oficerskiej Szkoły Piechoty Nr 1 w Krakowie. We wrześniu 1945 roku został komendantem tej uczelni, która w następnym miesiącu została przeformowana w Oficerską Szkołę Piechoty i Kawalerii Nr 1. W grudniu 1946 roku mianowany generałem brygady przez Prezydium KRN. W lipcu 1947 roku rozkazem Ministra Obrony Narodowej Michała Żymierskiego został pozbawiony stanowiska komendanta szkoły oficerskiej i zwolniony z WP za publiczne uderzenie w twarz podoficera. W 1950 przeniesiony formalnie w stan spoczynku. Po usunięciu z WP był jakiś czas robotnikiem fizycznym, później ekonomistą w Centrali Handlowej Przemysłu Mineralnego w Krakowie, następnie pracownikiem umysłowym w Centrali Handlowej. Od września 1958 roku na rencie specjalnej. Ciężko chory przebywał w szpitalu w Krakowie. Pochowany na Cmentarzu wojskowym przy ul. Prandoty (kwatera 10 A WOJ-płd-3).

## Życie prywatne
Mieszkał w Krakowie. Był żonaty z Marią Walerią z domu Walenia, z którą miał dwóch synów: Tadeusza i Zbigniewa.

## Ordery i odznaczenia
- Krzyż Srebrny Orderu Wojskowego Virtuti Militari (1939)
- Krzyż Niepodległości (12 marca 1931)[11]
- Order Krzyża Grunwaldu III klasy (1 października 1946)[12]
- Krzyż Kawalerski Orderu Odrodzenia Polski (1946)
- Krzyż Walecznych (czterokrotnie)
- Złoty Krzyż Zasługi (10 listopada 1928)[13]
- Medal Pamiątkowy za Wojnę 1918–1921 (1928)
- Medal Dziesięciolecia Odzyskanej Niepodległości (1928)
- Medal 10-lecia Polski Ludowej (9 lutego 1955)[14]
- Odznaka „Za wierną służbę”
- Srebrny Medal Waleczności II klasy (Austro-Węgry)